# Hypogeoppia belgicae
Hypogeoppia belgicae är en kvalsterart som beskrevs av Wauthy och Ducarme 2006. Hypogeoppia belgicae ingår i släktet Hypogeoppia och familjen Oppiidae. Inga underarter finns listade i Catalogue of Life.